# 菲利普·路德維希二世
菲利普·路德維希二世（Philipp Ludwig II，1576年11月18日—1612年8月9日），哈瑙-明岑貝格伯爵，菲利普·路德維希一世之子，1580年至1612年在位。

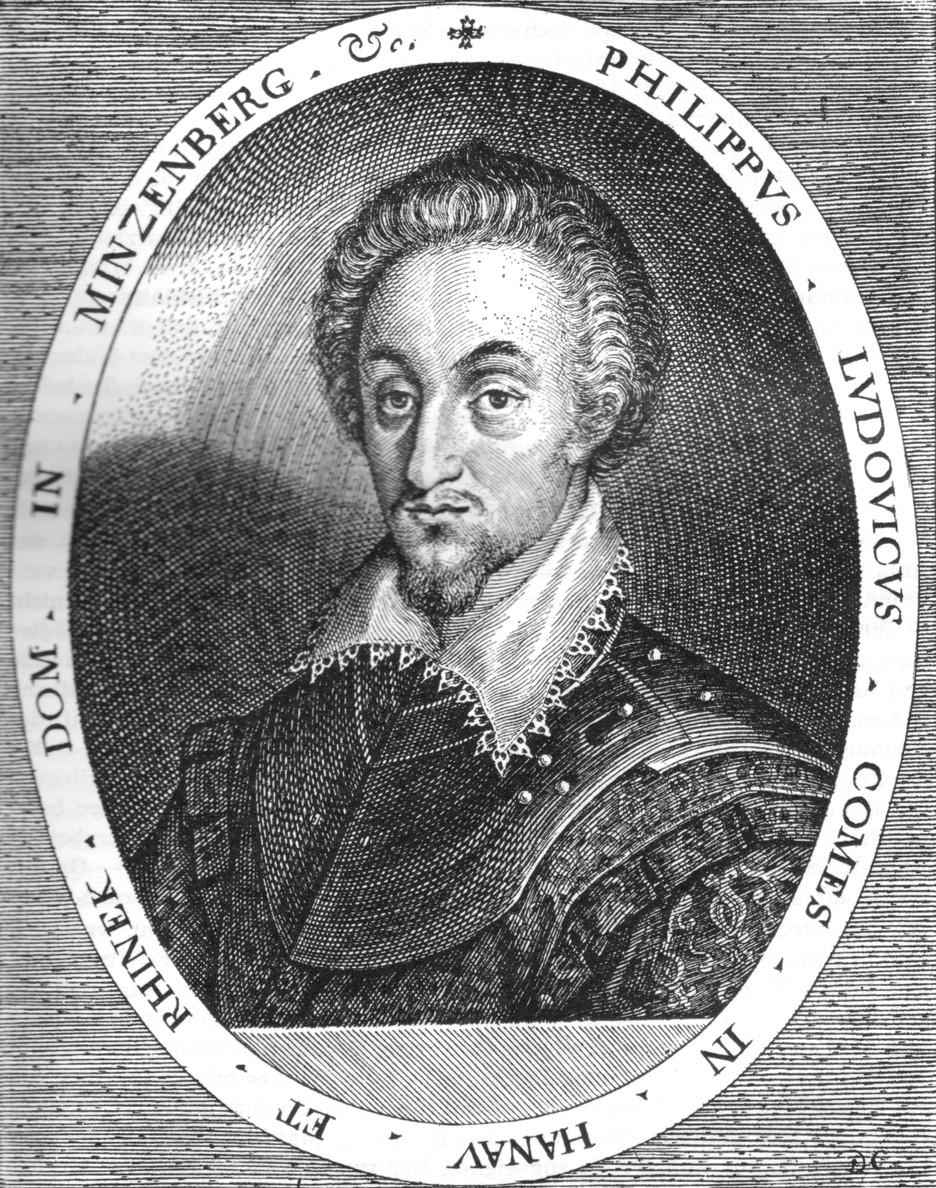
菲利普·路德維希二世

## 家庭
1596年，菲利普·路德維希與拿騷的卡塔莉娜·貝爾吉卡結婚，有4子3女。
1. 夏洛特·路易絲（1597年－1649年）
2. 阿瑪莉埃·伊莉莎白（英语：Countess Amalie Elisabeth of Hanau-Münzenberg）（1602年－1651年），嫁黑森-卡塞爾伯爵威廉五世
3. 卡塔莉娜·朱麗安妮（1604年－1668年）
4. 菲利普·莫里茲（英语：Philipp Moritz, Count of Hanau-Münzenberg）（1605年－1638年）
5. 威廉·萊因哈德（1607年－1630年）
6. 海因里希·路德維希（1609年－1632年）
7. 雅各布·約翰（1612年－1636年）